# Pollieu
Pollieu est une commune française, située dans le département de l'Ain en région Auvergne-Rhône-Alpes.

## Géographie
Commune située à 9 km au nord-est de Belley et à 3 km du Rhône. Elle est incluse dans la zone d'appellation AOC des vins du Bugey.

### Communes limitrophes
|             | Flaxieu | Lavours           |
| Marignieu   | Pollieu |                   |
| Saint-Champ |         | Cressin-Rochefort |

### Climat
Pour des articles plus généraux, voir Climat d'Auvergne-Rhône-Alpes et Climat de l'Ain.
En 2010, le climat de la commune est de type climat des marges montargnardes, selon une étude du CNRS s'appuyant sur une série de données couvrant la période 1971-2000. En 2020, Météo-France publie une typologie des climats de la France métropolitaine dans laquelle la commune est exposée à un climat de montagne ou de marges de montagne et est dans la région climatique Alpes du nord, caractérisée par une pluviométrie annuelle de 1 200 à 1 500 mm, irrégulièrement répartie en été.
Pour la période 1971-2000, la température annuelle moyenne est de 11,2 °C, avec une amplitude thermique annuelle de 18,1 °C. Le cumul annuel moyen de précipitations est de 1 185 mm, avec 10,3 jours de précipitations en janvier et 8,3 jours en juillet. Pour la période 1991-2020, la température moyenne annuelle observée sur la station météorologique de Météo-France la plus proche, « Belley Man », sur la commune de Belley à 6 km à vol d'oiseau, est de 12,1 °C et le cumul annuel moyen de précipitations est de 1 099,8 mm,. Pour l'avenir, les paramètres climatiques de la commune estimés pour 2050 selon différents scénarios d'émission de gaz à effet de serre sont consultables sur un site dédié publié par Météo-France en novembre 2022.

## Urbanisme

### Typologie
Au 1er janvier 2024, Pollieu est catégorisée commune rurale à habitat dispersé, selon la nouvelle grille communale de densité à 7 niveaux définie par l'Insee en 2022.
Elle est située hors unité urbaine. Par ailleurs la commune fait partie de l'aire d'attraction de Belley, dont elle est une commune de la couronne,. Cette aire, qui regroupe 31 communes, est catégorisée dans les aires de moins de 50 000 habitants,.

### Occupation des sols
L'occupation des sols de la commune, telle qu'elle ressort de la base de données européenne d’occupation biophysique des sols Corine Land Cover (CLC), est marquée par l'importance des zones humides (35,9 % en 2018), en diminution par rapport à 1990 (37,2 %). La répartition détaillée en 2018 est la suivante : 
zones humides intérieures (35,9 %), zones agricoles hétérogènes (31,9 %), forêts (24,2 %), eaux continentales (5,7 %), terres arables (2 %), cultures permanentes (0,2 %).
L'évolution de l’occupation des sols de la commune et de ses infrastructures peut être observée sur les différentes représentations cartographiques du territoire : la carte de Cassini (XVIIIe siècle), la carte d'état-major (1820-1866) et les cartes ou photos aériennes de l'IGN pour la période actuelle (1950 à aujourd'hui).

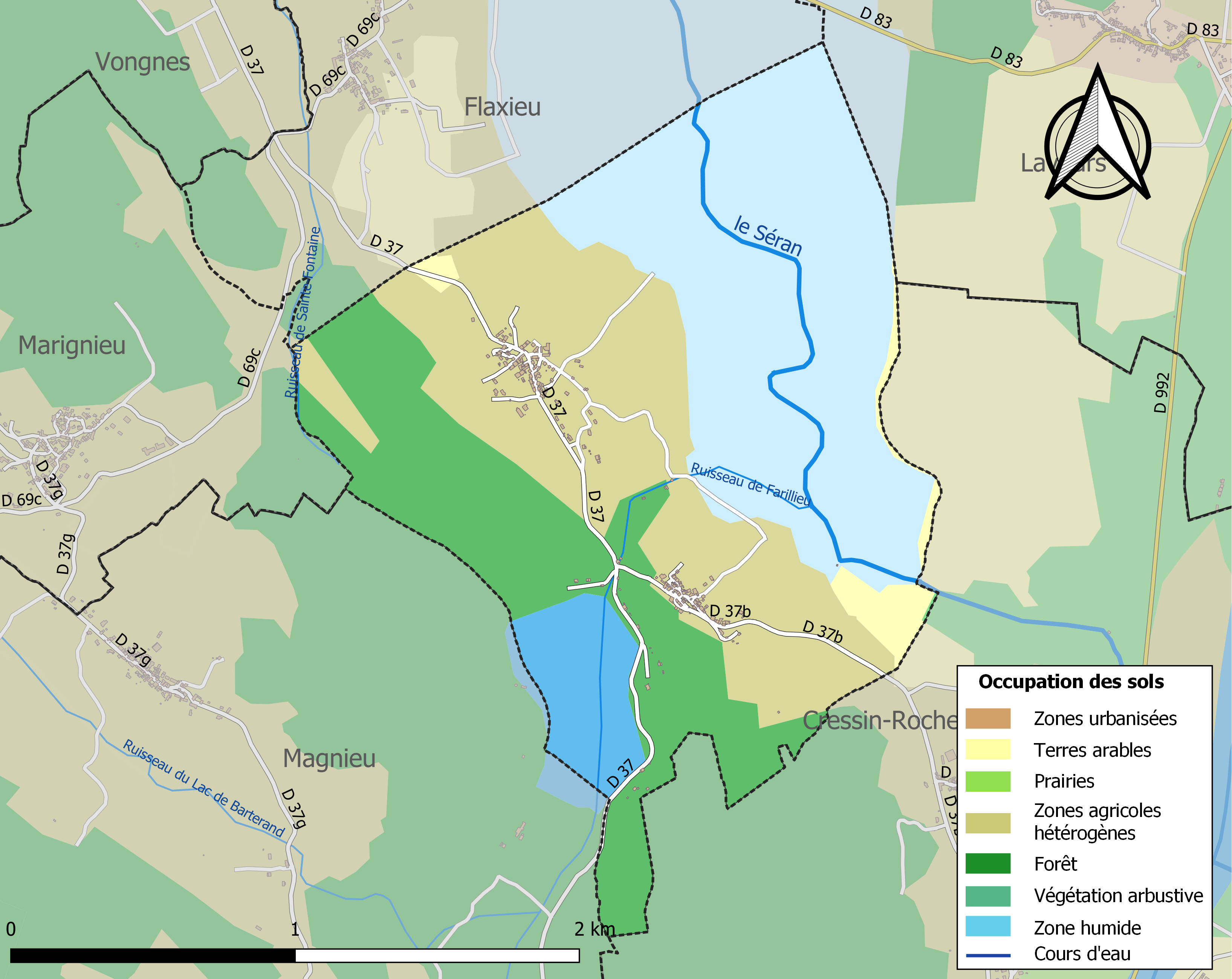
Carte des infrastructures et de l'occupation des sols de la commune en 2018 (CLC).

## Histoire

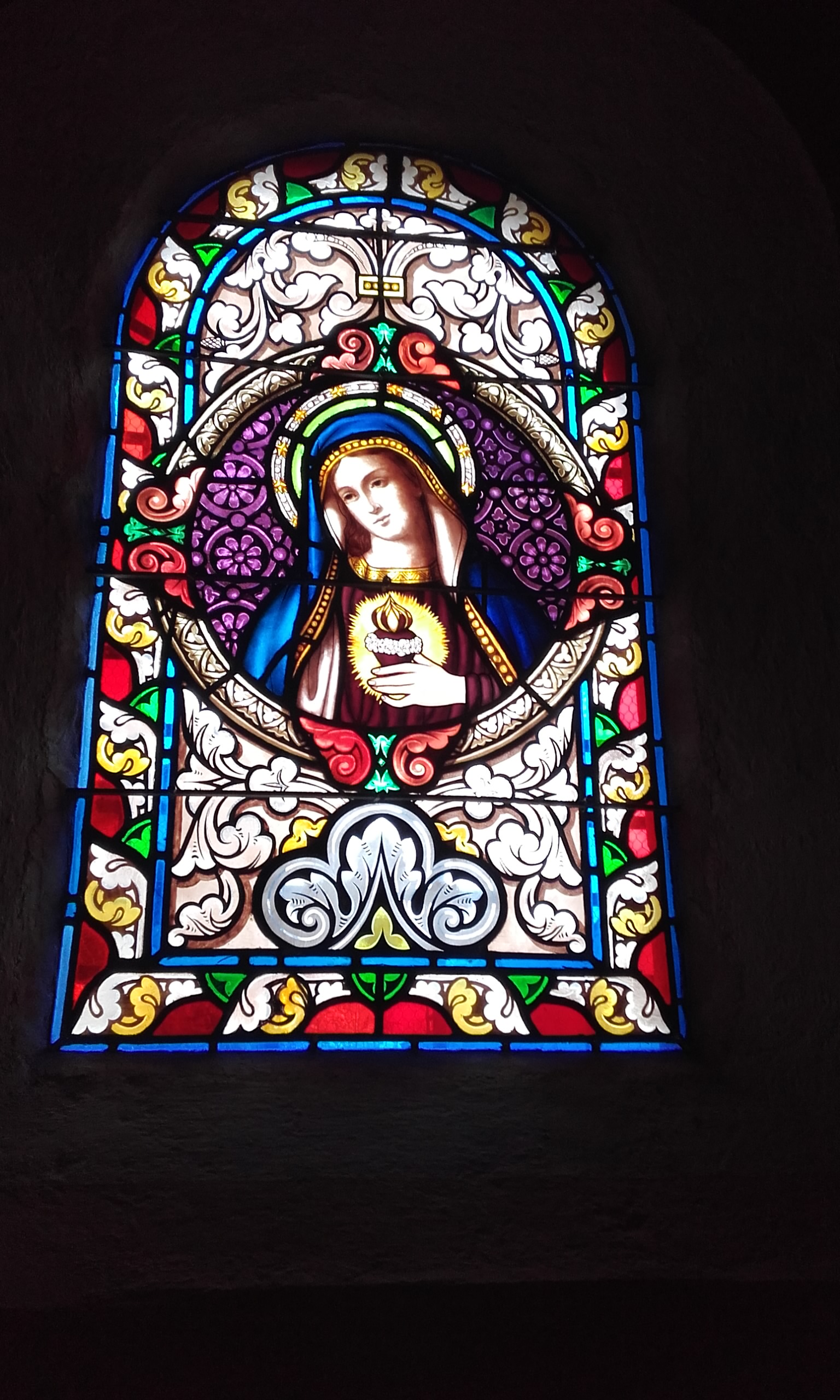
Vitrail de l'église de Pollieu dans la nef à gauche de l'entrée, représentant la VIerge Marie.

## Traditions et animations
La fête du Four :
Depuis le XIXe Pollieu ainsi que la région Sud du Bugey perpétue la tradition des fêtes du Four. Ces fêtes rassemblent le village pendant souvent un week-end, les habitants cuisinent des pizzas, tartes aux oignons, tartes aux pommes pendant que d'autres s'occupent de faire cuire les plats dans le four banal communal. Pollieu en compte deux : un à Leyzieu et l'autre à Pollieu chef-lieu. Les fours banaux communaux sont une particularité typique du Bugey, ces fours appartiennent aux communes et chaque habitant dispose de pouvoir les utiliser quand ils veulent pour faire cuire leurs aliments.
La fête de la Saint-Vincent : 

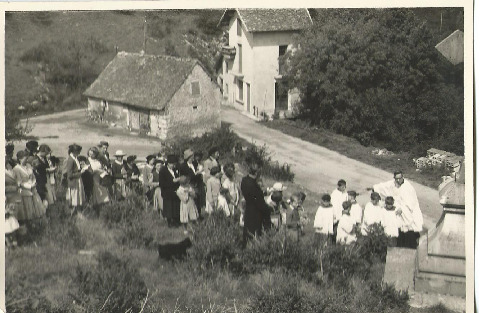
Procession devant la croix au carrefour du moulin.

Saint Vincent est le saint patron des vignerons, la commune de Pollieu comptabilise encore quelques vignerons. Avec la commune de Flaxieu une coutume c'est installée. En effet lors de la Saint-Vincent une messe est organisée pour bénir le vin des vignerons, une année sur deux cette messe est organisée dans l’église de Pollieu et l'année suivante dans l’église de Flaxieu.

Les processions devant la croix du Christ et la Vierge Marie : 
Ces processions se sont arrêtées dans la fin du XXe, les habitants se réunissaient devant la croix au carrefour du lac devant l'ancien moulin du lac de Barterand. Puis une bénédiction y était faite, enfin le cortège montait jusqu'au niveau de la Vierge (aujourd'hui cachée par les buis) où la statue était vêtue d'une robe puis une messe y était faite.

## Politique et administration

### Découpage territorial
La commune de Pollieu est membre de la communauté de communes Bugey Sud, un établissement public de coopération intercommunale (EPCI) à fiscalité propre créé le 1er janvier 2014 dont le siège est à Belley. Ce dernier est par ailleurs membre d'autres groupements intercommunaux.
Sur le plan administratif, elle est rattachée à l'arrondissement de Belley, au département de l'Ain et à la région Auvergne-Rhône-Alpes. Sur le plan électoral, elle dépend du  canton de Belley pour l'élection des conseillers départementaux, depuis le redécoupage cantonal de 2014 entré en vigueur en 2015, et de la troisième circonscription de l'Ain  pour les élections législatives, depuis le dernier découpage électoral de 2010.

### Administration municipale
| Période   | Période               | Identité           | Étiquette | Qualité |
| --------- | --------------------- | ------------------ | --------- | ------- |
| juin 1995 | novembre 1999 (décès) | Marcel Dassin      |           |         |
| 2000      | 2001                  | François Favre     |           |         |
| mars 2001 | juin 2006 (décès)     | Gabriel Mathieu    |           |         |
| 2006      | 2014                  | André Bastiand     |           |         |
| mars 2014 | juillet 2020          | Laurent Jacquier   |           |         |
| 2020      | En cours              | Jean-Philippe Brun |           |         |

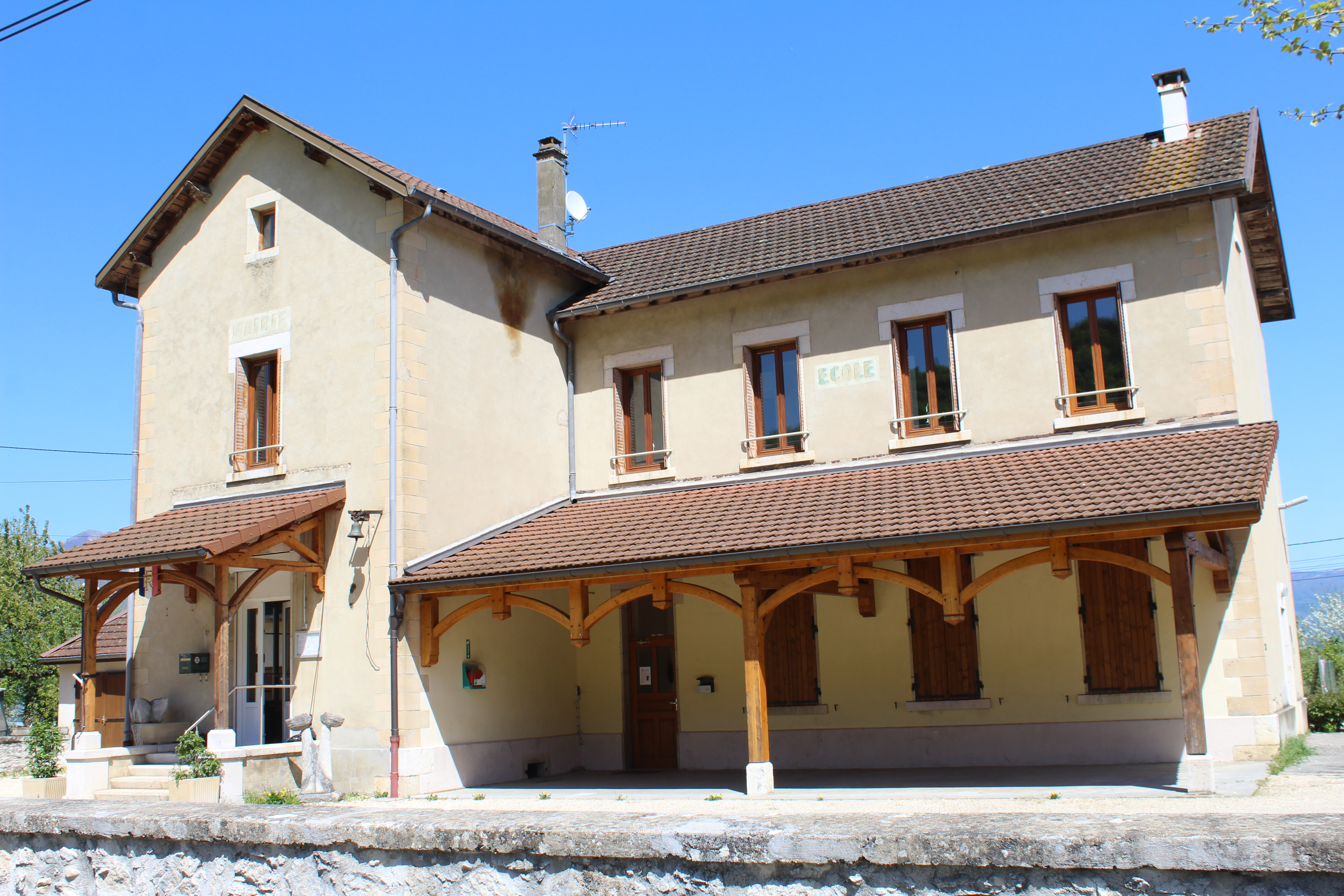
Mairie.

Le premier tour des élections municipales françaises de 2014 a été annulé à Pollieu, faute de candidat.

### Intercommunalité
La commune fait partie du syndicat mixte du bassin versant du Séran.

## Démographie
L'évolution du nombre d'habitants est connue à travers les recensements de la population effectués dans la commune depuis 1793. Pour les communes de moins de 10 000 habitants, une enquête de recensement portant sur toute la population est réalisée tous les cinq ans, les populations de référence des années intermédiaires étant quant à elles estimées par interpolation ou extrapolation. Pour la commune, le premier recensement exhaustif entrant dans le cadre du nouveau dispositif a été réalisé en 2005.
En 2022, la commune comptait 167 habitants, en évolution de +3,73 % par rapport à 2016 (Ain : +5,15 %, France hors Mayotte : +2,11 %).
| 1793 | 1800 | 1806 | 1821 | 1831 | 1836 | 1841 | 1846 | 1851 |
| ---- | ---- | ---- | ---- | ---- | ---- | ---- | ---- | ---- |
| 210  | 140  | 279  | 308  | 307  | 310  | 316  | 321  | 327  |

| 1856 | 1861 | 1866 | 1872 | 1876 | 1881 | 1886 | 1891 | 1896 |
| ---- | ---- | ---- | ---- | ---- | ---- | ---- | ---- | ---- |
| 297  | 287  | 273  | 271  | 270  | 261  | 239  | 227  | 240  |

| 1901 | 1906 | 1911 | 1921 | 1926 | 1931 | 1936 | 1946 | 1954 |
| ---- | ---- | ---- | ---- | ---- | ---- | ---- | ---- | ---- |
| 230  | 223  | 217  | 176  | 153  | 129  | 116  | 100  | 111  |

| 1962 | 1968 | 1975 | 1982 | 1990 | 1999 | 2005 | 2006 | 2010 |
| ---- | ---- | ---- | ---- | ---- | ---- | ---- | ---- | ---- |
| 109  | 100  | 91   | 101  | 108  | 122  | 144  | 148  | 157  |

| 2015 | 2020 | 2022 | - | - | - | - | - | - |
| ---- | ---- | ---- | - | - | - | - | - | - |
| 159  | 165  | 167  | - | - | - | - | - | - |

## Culture et patrimoine

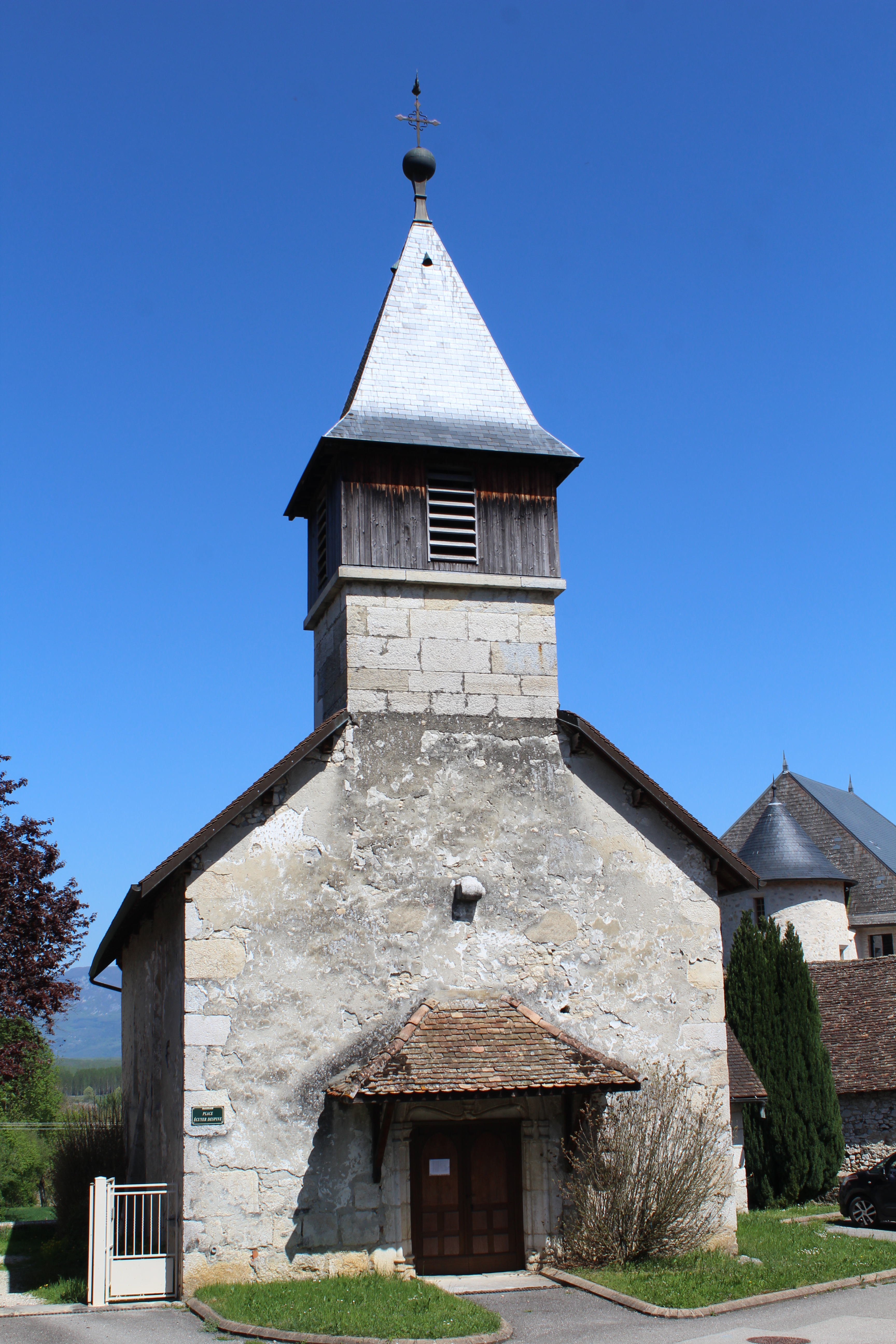
Église Saint-Pierre-ès-Liens.

### Lieux et monuments
- Église Saint-Pierre-ès-Liens.

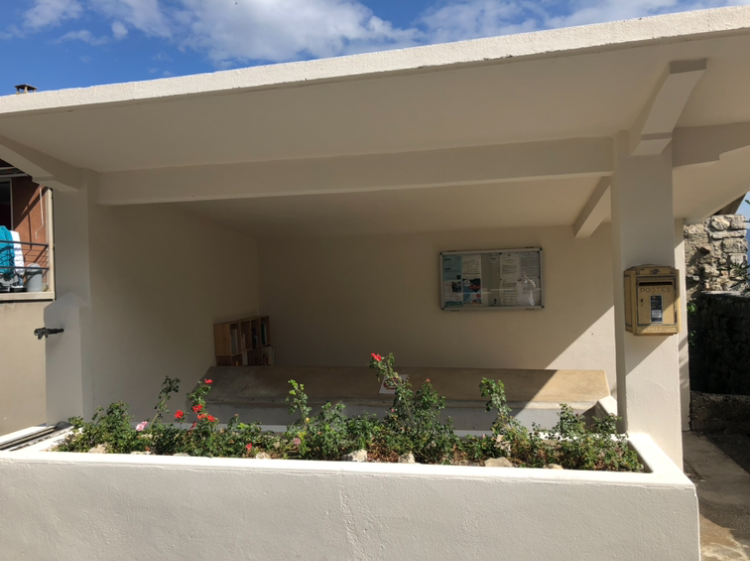
Photographie du lavoir de Leyzieu dans sa disposition originelle.

- Photographie du lavoir de Leyzieu dans sa disposition originelle.Le lavoir communal (ancien). Il est situé en dessous du moulin à eau du carrefour du lac, au début de la montée de "la roche" (à gauche dans un recoin). Il reste encore des vestiges visibles, ce lavoir fut le premier pour le village de Pollieu ainsi que son hameau. Il était construit entièrement en pierre, la source provient du mont Vezin et y coule toujours. Il est composé de trois murs en pierre, un long bac en pierre, ainsi qu'un toit tout en bois (effondré). Il fut abandonné et inutilisé par les habitants depuis 1945.

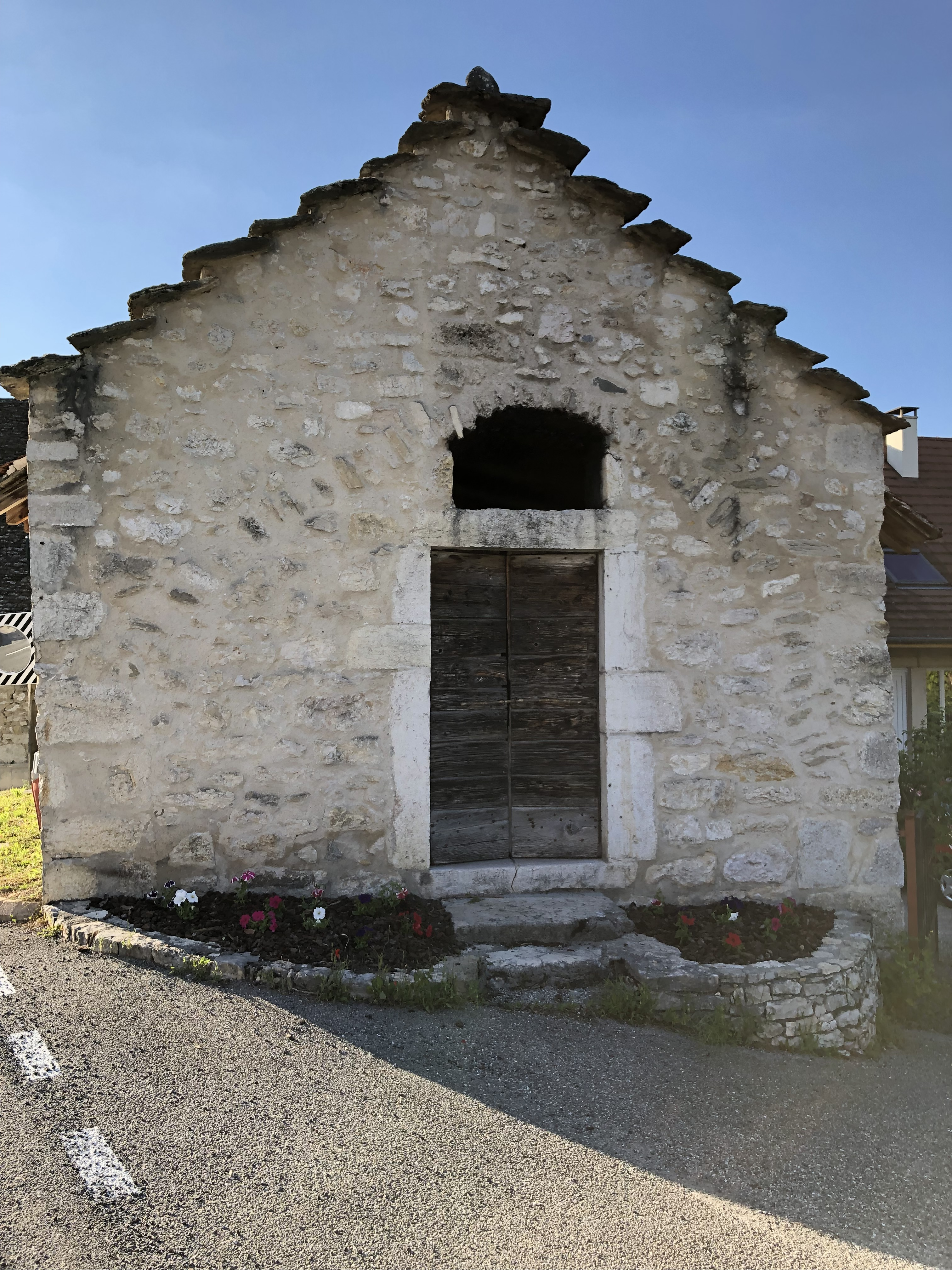
Four banal communal de Pollieu (avec ses lauzes).

- Four banal communal de Pollieu (avec ses lauzes).Les lavoirs communaux (moderne). À la fin de la Seconde Guerre mondiale en 1945 furent construits deux lavoirs communaux, un dans le chef-lieu ainsi que le second dans le hameau de Leyzieu. Ceux-ci sont raccordés directement à l'eau potable, dont certains réseaux datent toujours de la Seconde Guerre mondiale. Les deux lavoirs ne fonctionnent plus à l'heure d'aujourd'hui cependant le lavoir de Leyzieu a gardé ses bacs d'origine (celui de devant servait à donner à boire aux vaches, et les deux bacs situés à l'arrière du premier servait de lavoir). Ces constructions sont en béton armé entièrement, elles servent aujourd'hui d'abribus pour les élèves des écoles, collèges, lycées à proximité de la commune. Pour sa sécurisation au courant des années 2000 le lavoir de Pollieu perdit ses bacs pour avoir une installation de barrières de protection. Le lavoir de Leyzieu lui garde toujours sa construction d'origine.Four de Pollieu avant la pose des lauzes, dans sa disposition originelle (photo de la société savante du Bugey).

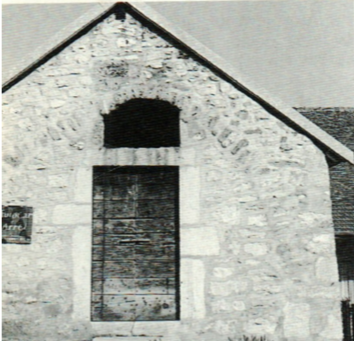
Four de Pollieu avant la pose des lauzes, dans sa disposition originelle (photo de la société savante du Bugey).

- Les fours banaux de Pollieu et Leyzieu. Caractéristique typique des villages du Bugey, ces fours banaux sont toujours de nos jours utilisés par les habitants du village qui peuvent les utiliser pour faire cuire leurs aliments. Ils sont souvent mis en service lors des fêtes traditionnelles des fours. Le four de Pollieu ainsi que celui de Leyzieu sont entièrement en pierre et disposent d'une ouverture en pierre au-dessus de leurs portes en bois entièrement d'origine pour l'évacuation des fumées. Ils sont de grande envergure et à l’intérieur nous pouvons y trouver un banc de chaque côté en pierre pour s'y asseoir en attendant la cuisson des aliments. À la fin du XXe les fours ont été modifiés pour y accueillir des lauzes sur le pignon de leur toit sous l'initiative du maire de l'époque Rémy De Lorenzi (sculpteur).

### Patrimoine naturel
Le lac de Barterand appartenant à une zone naturelle d'intérêt écologique, faunistique et floristique se trouve sur le territoire de la commune. Il a été classé Espace naturel sensible par le département de l'Ain en 2018.
La source d'eau potable de Volassin : cette source qui alimente toujours les villages de Pollieu et Flaxieu est sur la commune de Marignieu. L'exploitation de cette source est faite par le syndicat des eaux de Pollieu-Flaxieu. Les réservoirs qui alimentent les deux communes sont visibles depuis la route départementale au sommet du coteau de Pommont sur la commune de Flaxieu. Cette source fut captée en 1945 par le syndicat qui est toujours en activité et dont certains réseaux d'eau datent toujours de cette époque. Cette source est un atout majeur de la commune et précieux car les habitants disposent de pouvoir consommer de l'eau de source (ce qui est rare de nos jours).